# Muara Tiga (Kedurang)
Muara Tiga is een bestuurslaag in het regentschap Bengkulu Selatan van de provincie Bengkulu, Indonesië. Muara Tiga telt 399 inwoners (volkstelling 2010).